# Famille de Villeneuve (Provence)
Pour les articles homonymes, voir Familles de Villeneuve.
 (mai 2020).
Si vous disposez d'ouvrages ou d'articles de référence ou si vous connaissez des sites web de qualité traitant du thème abordé ici, merci de compléter l'article en donnant les références utiles à sa vérifiabilité et en les liant à la section « Notes et références ».
La famille de Villeneuve est une famille subsistante de la noblesse française d'extraction chevaleresque sur preuves de 1240 et originaire de la Provence.

## Patronyme
Il n'est pas prouvé, à ce jour, d'origine commune entre cette famille provençale, et celle du même nom en Languedoc.

## Histoire
Régis Valette écrit que cette famille est originaire de Provence.
Les travaux de Christian de Villeneuve et Ramon de Rossellon montrent que la maison de Villeneuve provient de Géraud de Villeneuve, venu en Provence de Catalogne avec Alphonse II dans le cadre de son combat contre Raymond V, comte de Toulouse autour de leur revendication mutuelle du comté de Provence. Ces mêmes travaux mettent ainsi en évidence un lien entre la maison de Villeneuve en Provence, et celle de Vilanova en Catalogne, Ducs de San Baudilio et de Chelva, éteinte au XVIIIe siècle[réf. à confirmer].
Par la suite, Géraud reste installé en Provence, et son fils Romée de Villeneuve exercera la charge de premier Ministre pour Raimond Béranger V, dernier comte de Provence de la dynastie catalane.[réf. nécessaire]
La famille de Villeneuve se divise en trois branches, nées des trois fils de Giraud (Géraud) de Villeneuve, premier du nom apparu en Provence, qui avait reçu l'inféodation - pour ses services auprès d'Alphonse I - des Arcs, Trans, la Motte et Esclans en 1201, soit 10 000Ha environ[réf. à confirmer] :
- la branche des barons des Arcs, créés marquis de Trans en 1505 (Trans-en-Provence, Var, premier marquisat de France), puis de Flayosc en 1678, issus d'Arnaud de Villeneuve ;
- la branche des barons de Tourrettes, dont sont issus les rameaux de Villeneuve-Bargemon et de Villeneuve-Esclapon, issue de Raimond de Villeneuve ;
- la branche des barons, puis marquis, de Vence, issue de Romée de Villeneuve.

## Filiation
|  |  |  |  |                                                             |                                                             |                                                             |                                                             |                                                             |                                                             |  |  |                                |                                |                                |                                |                                |                                |  |  | Pierre II                     | Pierre II                     | Pierre II                     | Pierre II                     | Pierre II                     | Pierre II                     |  |  | Emmersinde ?                         | Emmersinde ?                         | Emmersinde ?                         | Emmersinde ?                         | Emmersinde ?                         | Emmersinde ?                         |  |  |                                    |                                    |                                    |                                    |                                    |                                    |  |  |                                 |                                 |                                 |                                 |                                 |                                 |  |  |         |         |         |         |         |         |  |  |  |  |  |  |  |  |  |  |  |  |  |  |  |  |  |  |  |  |  |  |  |  |  |  |  |  |  |  |
|  |  |  |  |                                                             |                                                             |                                                             |                                                             |                                                             |                                                             |  |  |                                |                                |                                |                                |                                |                                |  |  | Pierre II                     | Pierre II                     | Pierre II                     | Pierre II                     | Pierre II                     | Pierre II                     |  |  | Emmersinde ?                         | Emmersinde ?                         | Emmersinde ?                         | Emmersinde ?                         | Emmersinde ?                         | Emmersinde ?                         |  |  |                                    |                                    |                                    |                                    |                                    |                                    |  |  |                                 |                                 |                                 |                                 |                                 |                                 |  |  |         |         |         |         |         |         |  |  |  |  |  |  |  |  |  |  |  |  |  |  |  |  |  |  |  |  |  |  |  |  |  |  |  |  |  |  |
|  |  |  |  |                                                             |                                                             |                                                             |                                                             |                                                             |                                                             |  |  |                                |                                |                                |                                |                                |                                |  |  |                               |                               |                               |                               |                               |                               |  |  |                                      |                                      |                                      |                                      |                                      |                                      |  |  |                                    |                                    |                                    |                                    |                                    |                                    |  |  |                                 |                                 |                                 |                                 |                                 |                                 |  |  |         |         |         |         |         |         |  |  |  |  |  |  |  |  |  |  |  |  |  |  |  |  |  |  |  |  |  |  |  |  |  |  |  |  |  |  |
|  |  |  |  |                                                             |                                                             |                                                             |                                                             |                                                             |                                                             |  |  |                                |                                |                                |                                |                                |                                |  |  |                               |                               |                               |                               |                               |                               |  |  |                                      |                                      |                                      |                                      |                                      |                                      |  |  |                                    |                                    |                                    |                                    |                                    |                                    |  |  |                                 |                                 |                                 |                                 |                                 |                                 |  |  |         |         |         |         |         |         |  |  |  |  |  |  |  |  |  |  |  |  |  |  |  |  |  |  |  |  |  |  |  |  |  |  |  |  |  |  |
|  |  |  |  | Pons II                                                     | Pons II                                                     | Pons II                                                     | Pons II                                                     | Pons II                                                     | Pons II                                                     |  |  | Arnaud                         | Arnaud                         | Arnaud                         | Arnaud                         | Arnaud                         | Arnaud                         |  |  | Guillaume II                  | Guillaume II                  | Guillaume II                  | Guillaume II                  | Guillaume II                  | Guillaume II                  |  |  | Raymond V (~ 1120 / ~ 1180)          | Raymond V (~ 1120 / ~ 1180)          | Raymond V (~ 1120 / ~ 1180)          | Raymond V (~ 1120 / ~ 1180)          | Raymond V (~ 1120 / ~ 1180)          | Raymond V (~ 1120 / ~ 1180)          |  |  | Bernard I                          | Bernard I                          | Bernard I                          | Bernard I                          | Bernard I                          | Bernard I                          |  |  | Isarn de Villeneuve             | Isarn de Villeneuve             | Isarn de Villeneuve             | Isarn de Villeneuve             | Isarn de Villeneuve             | Isarn de Villeneuve             |  |  | Ricarde | Ricarde | Ricarde | Ricarde | Ricarde | Ricarde |  |  |  |  |  |  |  |  |  |  |  |  |  |  |  |  |  |  |  |  |  |  |  |  |  |  |  |  |  |  |
|  |  |  |  | Pons II                                                     | Pons II                                                     | Pons II                                                     | Pons II                                                     | Pons II                                                     | Pons II                                                     |  |  | Arnaud                         | Arnaud                         | Arnaud                         | Arnaud                         | Arnaud                         | Arnaud                         |  |  | Guillaume II                  | Guillaume II                  | Guillaume II                  | Guillaume II                  | Guillaume II                  | Guillaume II                  |  |  | Raymond V (~ 1120 / ~ 1180)          | Raymond V (~ 1120 / ~ 1180)          | Raymond V (~ 1120 / ~ 1180)          | Raymond V (~ 1120 / ~ 1180)          | Raymond V (~ 1120 / ~ 1180)          | Raymond V (~ 1120 / ~ 1180)          |  |  | Bernard I                          | Bernard I                          | Bernard I                          | Bernard I                          | Bernard I                          | Bernard I                          |  |  | Isarn de Villeneuve             | Isarn de Villeneuve             | Isarn de Villeneuve             | Isarn de Villeneuve             | Isarn de Villeneuve             | Isarn de Villeneuve             |  |  | Ricarde | Ricarde | Ricarde | Ricarde | Ricarde | Ricarde |  |  |  |  |  |  |  |  |  |  |  |  |  |  |  |  |  |  |  |  |  |  |  |  |  |  |  |  |  |  |
|  |  |  |  | Famille de Villeneuve (Languedoc)                           |                                                             |                                                             |                                                             |                                                             |                                                             |  |  |                                |                                |                                |                                |                                |                                |  |  |                               |                               |                               |                               |                               |                               |  |  |                                      |                                      |                                      |                                      |                                      |                                      |  |  |                                    |                                    |                                    |                                    |                                    |                                    |  |  |                                 |                                 |                                 |                                 |                                 |                                 |  |  |         |         |         |         |         |         |  |  |  |  |  |  |  |  |  |  |  |  |  |  |  |  |  |  |  |  |  |  |  |  |  |  |  |  |  |  |
|  |  |  |  |                                                             |                                                             |                                                             |                                                             |                                                             |                                                             |  |  |                                |                                |                                |                                |                                |                                |  |  |                               |                               |                               |                               |                               |                               |  |  |                                      |                                      |                                      |                                      |                                      |                                      |  |  |                                    |                                    |                                    |                                    |                                    |                                    |  |  |                                 |                                 |                                 |                                 |                                 |                                 |  |  |         |         |         |         |         |         |  |  |  |  |  |  |  |  |  |  |  |  |  |  |  |  |  |  |  |  |  |  |  |  |  |  |  |  |  |  |
|  |  |  |  |                                                             |                                                             |                                                             |                                                             |                                                             |                                                             |  |  |                                |                                |                                |                                |                                |                                |  |  |                               |                               |                               |                               |                               |                               |  |  |                                      |                                      |                                      |                                      |                                      |                                      |  |  |                                    |                                    |                                    |                                    |                                    |                                    |  |  |                                 |                                 |                                 |                                 |                                 |                                 |  |  |         |         |         |         |         |         |  |  |  |  |  |  |  |  |  |  |  |  |  |  |  |  |  |  |  |  |  |  |  |  |  |  |  |  |  |  |
|  |  |  |  | Famille de Villeneuve (Provence)                            | Famille de Villeneuve (Provence)                            | Famille de Villeneuve (Provence)                            | Famille de Villeneuve (Provence)                            | Famille de Villeneuve (Provence)                            | Famille de Villeneuve (Provence)                            |  |  |                                |                                |                                |                                |                                |                                |  |  |                               |                               |                               |                               |                               |                               |  |  | Geraud I (~ 1150 / ~ 1236) x Asturge | Geraud I (~ 1150 / ~ 1236) x Asturge | Geraud I (~ 1150 / ~ 1236) x Asturge | Geraud I (~ 1150 / ~ 1236) x Asturge | Geraud I (~ 1150 / ~ 1236) x Asturge | Geraud I (~ 1150 / ~ 1236) x Asturge |  |  |                                    |                                    |                                    |                                    |                                    |                                    |  |  |                                 |                                 |                                 |                                 |                                 |                                 |  |  |         |         |         |         |         |         |  |  |  |  |  |  |  |  |  |  |  |  |  |  |  |  |  |  |  |  |  |  |  |  |  |  |  |  |  |  |
|  |  |  |  | Famille de Villeneuve (Provence)                            | Famille de Villeneuve (Provence)                            | Famille de Villeneuve (Provence)                            | Famille de Villeneuve (Provence)                            | Famille de Villeneuve (Provence)                            | Famille de Villeneuve (Provence)                            |  |  |                                |                                |                                |                                |                                |                                |  |  |                               |                               |                               |                               |                               |                               |  |  | Geraud I (~ 1150 / ~ 1236) x Asturge | Geraud I (~ 1150 / ~ 1236) x Asturge | Geraud I (~ 1150 / ~ 1236) x Asturge | Geraud I (~ 1150 / ~ 1236) x Asturge | Geraud I (~ 1150 / ~ 1236) x Asturge | Geraud I (~ 1150 / ~ 1236) x Asturge |  |  |                                    |                                    |                                    |                                    |                                    |                                    |  |  |                                 |                                 |                                 |                                 |                                 |                                 |  |  |         |         |         |         |         |         |  |  |  |  |  |  |  |  |  |  |  |  |  |  |  |  |  |  |  |  |  |  |  |  |  |  |  |  |  |  |
|  |  |  |  |                                                             |                                                             |                                                             |                                                             |                                                             |                                                             |  |  |                                |                                |                                |                                |                                |                                |  |  |                               |                               |                               |                               |                               |                               |  |  |                                      |                                      |                                      |                                      |                                      |                                      |  |  |                                    |                                    |                                    |                                    |                                    |                                    |  |  |                                 |                                 |                                 |                                 |                                 |                                 |  |  |         |         |         |         |         |         |  |  |  |  |  |  |  |  |  |  |  |  |  |  |  |  |  |  |  |  |  |  |  |  |  |  |  |  |  |  |
|  |  |  |  |                                                             |                                                             |                                                             |                                                             |                                                             |                                                             |  |  |                                |                                |                                |                                |                                |                                |  |  |                               |                               |                               |                               |                               |                               |  |  |                                      |                                      |                                      |                                      |                                      |                                      |  |  |                                    |                                    |                                    |                                    |                                    |                                    |  |  |                                 |                                 |                                 |                                 |                                 |                                 |  |  |         |         |         |         |         |         |  |  |  |  |  |  |  |  |  |  |  |  |  |  |  |  |  |  |  |  |  |  |  |  |  |  |  |  |  |  |
|  |  |  |  | Geraud II x Philipie d'Esclarpone                           | Geraud II x Philipie d'Esclarpone                           | Geraud II x Philipie d'Esclarpone                           | Geraud II x Philipie d'Esclarpone                           | Geraud II x Philipie d'Esclarpone                           | Geraud II x Philipie d'Esclarpone                           |  |  |                                |                                |                                |                                |                                |                                |  |  | Boniface x Bertranda Montbrun | Boniface x Bertranda Montbrun | Boniface x Bertranda Montbrun | Boniface x Bertranda Montbrun | Boniface x Bertranda Montbrun | Boniface x Bertranda Montbrun |  |  |                                      |                                      |                                      |                                      |                                      |                                      |  |  | Romée baron de Vence x Douce Badat | Romée baron de Vence x Douce Badat | Romée baron de Vence x Douce Badat | Romée baron de Vence x Douce Badat | Romée baron de Vence x Douce Badat | Romée baron de Vence x Douce Badat |  |  |                                 |                                 |                                 |                                 |                                 |                                 |  |  |         |         |         |         |         |         |  |  |  |  |  |  |  |  |  |  |  |  |  |  |  |  |  |  |  |  |  |  |  |  |  |  |  |  |  |  |
|  |  |  |  | Geraud II x Philipie d'Esclarpone                           | Geraud II x Philipie d'Esclarpone                           | Geraud II x Philipie d'Esclarpone                           | Geraud II x Philipie d'Esclarpone                           | Geraud II x Philipie d'Esclarpone                           | Geraud II x Philipie d'Esclarpone                           |  |  |                                |                                |                                |                                |                                |                                |  |  | Boniface x Bertranda Montbrun | Boniface x Bertranda Montbrun | Boniface x Bertranda Montbrun | Boniface x Bertranda Montbrun | Boniface x Bertranda Montbrun | Boniface x Bertranda Montbrun |  |  |                                      |                                      |                                      |                                      |                                      |                                      |  |  | Romée baron de Vence x Douce Badat | Romée baron de Vence x Douce Badat | Romée baron de Vence x Douce Badat | Romée baron de Vence x Douce Badat | Romée baron de Vence x Douce Badat | Romée baron de Vence x Douce Badat |  |  |                                 |                                 |                                 |                                 |                                 |                                 |  |  |         |         |         |         |         |         |  |  |  |  |  |  |  |  |  |  |  |  |  |  |  |  |  |  |  |  |  |  |  |  |  |  |  |  |  |  |
|  |  |  |  |                                                             |                                                             |                                                             |                                                             |                                                             |                                                             |  |  |                                |                                |                                |                                |                                |                                |  |  |                               |                               |                               |                               |                               |                               |  |  |                                      |                                      |                                      |                                      |                                      |                                      |  |  |                                    |                                    |                                    |                                    |                                    |                                    |  |  |                                 |                                 |                                 |                                 |                                 |                                 |  |  |         |         |         |         |         |         |  |  |  |  |  |  |  |  |  |  |  |  |  |  |  |  |  |  |  |  |  |  |  |  |  |  |  |  |  |  |
|  |  |  |  | Hugues Raymond (branche de Tourrettes) x Faitide de Fayence | Hugues Raymond (branche de Tourrettes) x Faitide de Fayence | Hugues Raymond (branche de Tourrettes) x Faitide de Fayence | Hugues Raymond (branche de Tourrettes) x Faitide de Fayence | Hugues Raymond (branche de Tourrettes) x Faitide de Fayence | Hugues Raymond (branche de Tourrettes) x Faitide de Fayence |  |  | Arnaud x Adalasie des Arcs     | Arnaud x Adalasie des Arcs     | Arnaud x Adalasie des Arcs     | Arnaud x Adalasie des Arcs     | Arnaud x Adalasie des Arcs     | Arnaud x Adalasie des Arcs     |  |  | Sibylle x Milon Chabaud       | Sibylle x Milon Chabaud       | Sibylle x Milon Chabaud       | Sibylle x Milon Chabaud       | Sibylle x Milon Chabaud       | Sibylle x Milon Chabaud       |  |  | Paul-Romée baron de Vence            | Paul-Romée baron de Vence            | Paul-Romée baron de Vence            | Paul-Romée baron de Vence            | Paul-Romée baron de Vence            | Paul-Romée baron de Vence            |  |  | Pierre-Romée baron de Vence        | Pierre-Romée baron de Vence        | Pierre-Romée baron de Vence        | Pierre-Romée baron de Vence        | Pierre-Romée baron de Vence        | Pierre-Romée baron de Vence        |  |  | Béatrice x Hughes de Castellane | Béatrice x Hughes de Castellane | Béatrice x Hughes de Castellane | Béatrice x Hughes de Castellane | Béatrice x Hughes de Castellane | Béatrice x Hughes de Castellane |  |  |         |         |         |         |         |         |  |  |  |  |  |  |  |  |  |  |  |  |  |  |  |  |  |  |  |  |  |  |  |  |  |  |  |  |  |  |
|  |  |  |  | Hugues Raymond (branche de Tourrettes) x Faitide de Fayence | Hugues Raymond (branche de Tourrettes) x Faitide de Fayence | Hugues Raymond (branche de Tourrettes) x Faitide de Fayence | Hugues Raymond (branche de Tourrettes) x Faitide de Fayence | Hugues Raymond (branche de Tourrettes) x Faitide de Fayence | Hugues Raymond (branche de Tourrettes) x Faitide de Fayence |  |  | Arnaud x Adalasie des Arcs     | Arnaud x Adalasie des Arcs     | Arnaud x Adalasie des Arcs     | Arnaud x Adalasie des Arcs     | Arnaud x Adalasie des Arcs     | Arnaud x Adalasie des Arcs     |  |  | Sibylle x Milon Chabaud       | Sibylle x Milon Chabaud       | Sibylle x Milon Chabaud       | Sibylle x Milon Chabaud       | Sibylle x Milon Chabaud       | Sibylle x Milon Chabaud       |  |  | Paul-Romée baron de Vence            | Paul-Romée baron de Vence            | Paul-Romée baron de Vence            | Paul-Romée baron de Vence            | Paul-Romée baron de Vence            | Paul-Romée baron de Vence            |  |  | Pierre-Romée baron de Vence        | Pierre-Romée baron de Vence        | Pierre-Romée baron de Vence        | Pierre-Romée baron de Vence        | Pierre-Romée baron de Vence        | Pierre-Romée baron de Vence        |  |  | Béatrice x Hughes de Castellane | Béatrice x Hughes de Castellane | Béatrice x Hughes de Castellane | Béatrice x Hughes de Castellane | Béatrice x Hughes de Castellane | Béatrice x Hughes de Castellane |  |  |         |         |         |         |         |         |  |  |  |  |  |  |  |  |  |  |  |  |  |  |  |  |  |  |  |  |  |  |  |  |  |  |  |  |  |  |
|  |  |  |  |                                                             |                                                             |                                                             |                                                             |                                                             |                                                             |  |  |                                |                                |                                |                                |                                |                                |  |  |                               |                               |                               |                               |                               |                               |  |  |                                      |                                      |                                      |                                      |                                      |                                      |  |  |                                    |                                    |                                    |                                    |                                    |                                    |  |  |                                 |                                 |                                 |                                 |                                 |                                 |  |  |         |         |         |         |         |         |  |  |  |  |  |  |  |  |  |  |  |  |  |  |  |  |  |  |  |  |  |  |  |  |  |  |  |  |  |  |
|  |  |  |  |                                                             |                                                             |                                                             |                                                             |                                                             |                                                             |  |  | Geraud III x Aigline de Sabran | Geraud III x Aigline de Sabran | Geraud III x Aigline de Sabran | Geraud III x Aigline de Sabran | Geraud III x Aigline de Sabran | Geraud III x Aigline de Sabran |  |  |                               |                               |                               |                               |                               |                               |  |  |                                      |                                      |                                      |                                      |                                      |                                      |  |  | Bertrand d'Aiguines                | Bertrand d'Aiguines                | Bertrand d'Aiguines                | Bertrand d'Aiguines                | Bertrand d'Aiguines                | Bertrand d'Aiguines                |  |  | Arnaud                          | Arnaud                          | Arnaud                          | Arnaud                          | Arnaud                          | Arnaud                          |  |  |         |         |         |         |         |         |  |  |  |  |  |  |  |  |  |  |  |  |  |  |  |  |  |  |  |  |  |  |  |  |  |  |  |  |  |  |
|  |  |  |  |                                                             |                                                             |                                                             |                                                             |                                                             |                                                             |  |  | Geraud III x Aigline de Sabran | Geraud III x Aigline de Sabran | Geraud III x Aigline de Sabran | Geraud III x Aigline de Sabran | Geraud III x Aigline de Sabran | Geraud III x Aigline de Sabran |  |  |                               |                               |                               |                               |                               |                               |  |  |                                      |                                      |                                      |                                      |                                      |                                      |  |  | Bertrand d'Aiguines                | Bertrand d'Aiguines                | Bertrand d'Aiguines                | Bertrand d'Aiguines                | Bertrand d'Aiguines                | Bertrand d'Aiguines                |  |  | Arnaud                          | Arnaud                          | Arnaud                          | Arnaud                          | Arnaud                          | Arnaud                          |  |  |         |         |         |         |         |         |  |  |  |  |  |  |  |  |  |  |  |  |  |  |  |  |  |  |  |  |  |  |  |  |  |  |  |  |  |  |
|  |  |  |  |                                                             |                                                             |                                                             |                                                             |                                                             |                                                             |  |  |                                |                                |                                |                                |                                |                                |  |  |                               |                               |                               |                               |                               |                               |  |  |                                      |                                      |                                      |                                      |                                      |                                      |  |  |                                    |                                    |                                    |                                    |                                    |                                    |  |  |                                 |                                 |                                 |                                 |                                 |                                 |  |  |         |         |         |         |         |         |  |  |  |  |  |  |  |  |  |  |  |  |  |  |  |  |  |  |  |  |  |  |  |  |  |  |  |  |  |  |
|  |  |  |  | Roseline                                                    | Roseline                                                    | Roseline                                                    | Roseline                                                    | Roseline                                                    | Roseline                                                    |  |  | Raimond                        | Raimond                        | Raimond                        | Raimond                        | Raimond                        | Raimond                        |  |  | Arnaud                        | Arnaud                        | Arnaud                        | Arnaud                        | Arnaud                        | Arnaud                        |  |  |                                      |                                      |                                      |                                      |                                      |                                      |  |  | branche de Vence                   | branche de Vence                   | branche de Vence                   | branche de Vence                   | branche de Vence                   | branche de Vence                   |  |  |                                 |                                 |                                 |                                 |                                 |                                 |  |  |         |         |         |         |         |         |  |  |  |  |  |  |  |  |  |  |  |  |  |  |  |  |  |  |  |  |  |  |  |  |  |  |  |  |  |  |
|  |  |  |  | Roseline                                                    | Roseline                                                    | Roseline                                                    | Roseline                                                    | Roseline                                                    | Roseline                                                    |  |  | Raimond                        | Raimond                        | Raimond                        | Raimond                        | Raimond                        | Raimond                        |  |  | Arnaud                        | Arnaud                        | Arnaud                        | Arnaud                        | Arnaud                        | Arnaud                        |  |  |                                      |                                      |                                      |                                      |                                      |                                      |  |  | branche de Vence                   | branche de Vence                   | branche de Vence                   | branche de Vence                   | branche de Vence                   | branche de Vence                   |  |  |                                 |                                 |                                 |                                 |                                 |                                 |  |  |         |         |         |         |         |         |  |  |  |  |  |  |  |  |  |  |  |  |  |  |  |  |  |  |  |  |  |  |  |  |  |  |  |  |  |  |
|  |  |  |  |                                                             |                                                             |                                                             |                                                             |                                                             |                                                             |  |  | branche des Arcs               |                                |                                |                                |                                |                                |  |  |                               |                               |                               |                               |                               |                               |  |  |                                      |                                      |                                      |                                      |                                      |                                      |  |  |                                    |                                    |                                    |                                    |                                    |                                    |  |  |                                 |                                 |                                 |                                 |                                 |                                 |  |  |         |         |         |         |         |         |  |  |  |  |  |  |  |  |  |  |  |  |  |  |  |  |  |  |  |  |  |  |  |  |  |  |  |  |  |  |

## Personnages non rattachés
- Raymond V de Villeneuve, quatrième fils de Pierre II de Villeneuve (vers 1090-vers 1164).

## Personnalités
- Géraud de Villeneuve, (ou Giraud), seigneur des Arcs, Trans, La Motte et Esclans. En 1201 il reçoit l'inféodation des seigneuries suscitées de la part d'Alphonse II de Provence. Membre du conseil de régence de Provence, il assiste Garsende de Sabran, comtesse de Provence au cours de la tutelle qu'elle exerce sur son fils Raimond-Béranger V, futur comte de Provence.
- Romée de Villeneuve (vers 1170-vers 1250), baron de Vence, connétable, gouverneur et grand sénéchal de Provence, il préside le conseil de régence à la suite de la mort de Raimond Béranger V de Provence, et négocie le mariage de ses quatre filles avec quatre rois, dont celui de Béatrix, héritière de Provence, et Charles d'Anjou, frère de Saint Louis. ;
- Raimond III de Villeneuve (? - 1251), évêque d'Antibes ;
- Diane de Villeneuve (†1310), Jeanne en religion, fille d'Arnaud 1er, sœur d'Arnaud II, professe de Bertaud, prieure de la chartreuse Notre-Dame-de-Celle-Roubaud (1261-1300) et tante de Sainte-Roseline[3] ;
- Arnaud de Villeneuve[Lequel ?] (? - 1307), conseiller, chambellan et grand maître de la maison du roi de Naples[réf. nécessaire] ;
- Elzéar de Villeneuve, évêque de Digne ;
- Roseline de Villeneuve, Sainte-Roseline (1263-1329), chartreusine ;
- Truand de Villeneuve, baron de Vence, grand sénéchal de Provence ;[réf. nécessaire]
- Hélion de Villeneuve (vers 1270-1346), grand maître des Hospitaliers de l'ordre de Saint-Jean de Jérusalem ;
- Hélion de Villeneuve, seigneur des Arcs, général des armées du roi Robert d'Anjou, comte de Provence, en Italie ;[réf. nécessaire]
- Arnaud de Villeneuve, seigneur des Arcs et de Trans, chambellan de la reine (femme de Robert d'Anjou), général de ses armées, podestat et gouverneur d'Avignon ;[réf. nécessaire]
- Arnaud de Villeneuve, baron de Trans, conseiller et chambellan du roi René d'Anjou, comte de Provence ;[réf. nécessaire]
- Antoine de Villeneuve, baron de Barrême et Flayosc, chambellan de Louis II d'Anjou, comte de Provence ;[réf. nécessaire]
- Hélion de Villeneuve, baron des Arcs, grand écuyer de Louis III d'Anjou, comte de Provence ;[réf. nécessaire]
- Elzéar de Villeneuve, évêque de Sénez de 1467 à 1490 ;
- Nicolas de Villeneuve, évêque de Sénez de 1491 à 1507 ;
- Louis de Villeneuve, sire de Trans puis 1er marquis de Trans (1450-1516), qui commanda sous Charles VIII la flotte destinée à la conquête de Naples, se distingua à Agnadel ainsi qu'à Marignan et pour qui la baronnie de Trans fut érigée en marquisat, lui donnant préséance sur toute la noblesse de provence[2][réf. à confirmer] ;
- Guillaume de Villeneuve, qui suivit Charles VIII à la conquête de Naples en qualité d'écuyer, fut nommé gouverneur de Trani, et défendit cette place après le départ de son souverain (1495) : il a laissé des Mémoires, publiés par Dom Martène dans le Thésaurus anecdotorum ;
- Elzéar de Villeneuve-Bargemon, évêque de Sénez en 1499 ;[réf. nécessaire]
- Claude de Villeneuve, marquis de Trans, baron de Flayosc et Barrême, chef du parti catholique en Provence, gouverneur de Draguignan ;[réf. nécessaire]
- Christophe de Villeneuve Bargemon (1541-1615), chef du parti catholique en Provence ;
- Antoine de Villeneuve (1596-1682), dit le marquis de Mons et des Baus, premier maître d'hôtel de Gaston d'Orléans, gouverneur de Honfleur, maréchal de camp ;[réf. nécessaire]
- Guillaume de Villeneuve-Trans, conseiller et chambellan de Louis III d'Anjou, comte de Provence ;[réf. nécessaire]
- Modeste de Villeneuve-Arcs, évêque d'Apt de 1629 à 1670 ;
- Charles de Villeneuve-Vence, évêque de Glandevès de 1686 à 1702 ;
- Scipion de Villeneuve-Thorenc, évêque d'Antibes de 1632 à 1636 ;
- Antoine de Villeneuve de Trans (1672-1741), dit le « Commandeur de Villeneuve-Trans », chef d'escadre des galères ;
- Louis-Sauveur de Villeneuve de Forcalqueiret (1675-1745) marquis de Forcalqueiret, ambassadeur à la Sublime Porte (Turquie 1728-1741), conseiller d'État[réf. nécessaire].
- Claude-Alexandre de Villeneuve, comte de Vence (1702-1760), lieutenant-général des armées du roi et collectionneur ;
- Barthélémy-Joseph de Villeneuve-Bargemon (1720-1795), chanoine-comte de Saint-Victor de Marseille et député du clergé aux États généraux de 1789;
- Jean-Alexandre de Villeneuve-Vence, maréchal de camp en 1770 ;[réf. nécessaire]
- Scipion-Joseph-Alexandre de Villeneuve-Tourrettes, dit le chevalier du Caire (1743-), maréchal de camp en 1792 ;[réf. nécessaire]
- Joseph de Villeneuve-Bargemon (1745-1808), seigneur de Castillon, de Vauclause, de Saint-Auban et de Bargemon, marquis de Villeneuve-Bargemon, admis aux honneurs de la cour au titre de comte le 16 février 1788, ambassadeur, député de la noblesse aux États-Généraux, premier consul d'Aix, procureur de Provence, maire de Bargemon (1808) ;[réf. nécessaire]
- Louis de Villeneuve-Bargemon (1746-1818), évêque de Gap ;
- François-Joseph de Villeneuve-Esclapon, évêque de Verdun de 1826 à 1831 ;
- Pierre-Paul-Ours-Hélion de Villeneuve (1759-1819), marquis de Vence, maréchal de camp, pair de France ;
- Pierre Charles Silvestre de Villeneuve (1763-1806), vice-amiral ; commandant en chef de la flotte franco-espagnole lors de la bataille de Trafalgar de 1805 ;
- Jean-Baptiste de Villeneuve, premier évêque constitutionnel (élu) de Digne, frère du vice-amiral Pierre Charles Silvestre de Villeneuve ;
- Christophe de Villeneuve-Bargemon (1771-1829), d'abord militaire, puis préfet de Lot-et-Garonne sous l'Empire, des Bouches-du-Rhône sous la Restauration, auteur de la Statistique des Bouches-du-Rhône (1821-29), de Notices sur Nérac, sur la Sainte-Baume, etc. ;
- Emmanuel-Ferdinand de Villeneuve-Bargemon (1777-1835), officier, préfet des Basses-Alpes, député des Basses-Alpes ;
- Joseph de Villeneuve-Bargemon (Bargemon (actuel département du Var), 9 janvier 1782 - Château de Bois-le-Roi, Griselles (Loiret), 17 décembre 1869), présenté de minorité à l'âge de 10 ans en 1792 à l'ordre de Saint-Jean de Jérusalem[4] mais ne peut présenter ses vœux de moine-soldat du fait de l'expulsion de l'ordre de l'île de Malte, cela lui permettra de se marier en 1820, préfet de la Haute-Saône (14 juillet 1815), préfet de Saône-et-Loire (5 octobre 1825), conseiller à la cour des comptes, député de la Haute-Saône (1826-1830), membre associé (1824) de l'Académie des Sciences, Belles Lettres, et Arts de Besançon, commandeur de la Légion d'honneur[5], chevalier de l'ordre de Saint-Vladimir de Russie (2e classe) ;
- Clément Louis Hélion de Villeneuve-Vence (1783-1834), dernier de son nom, baron de Villeneuve-Vence et de l'Empire, marquis de Vence, colonel des hussards de la Garde, maréchal de camp, pair de France à titre héréditaire ;
- Louis-François de Villeneuve-Bargemont dit Villeneuve-Trans (1784-1850), membre libre de l'Académie des inscriptions, auteur de recherches sur la chapelle ducale de Nancy (1826), d'une Histoire de René d'Anjou (1825) et d’une Histoire de S. Louis (1836) ;
- Alban de Villeneuve-Bargemon (1784-1850), frère jumeau du précédent, préfet de la Meurthe, puis du Nord, plusieurs fois élu député, auteur d'un ouvrage sur le paupérisme (1834), qui lui ouvrit les portes de l'Académie des sciences morales, d'une Histoire de l'économie politique, et du Livre des affligés ;
- Jean-Baptiste de Villeneuve-Bargemon (1788-1861), officier de marine, commandant de la station de la Guyane française, député du Var ;
- Hippolyte de Villeneuve-Flayosc (1803-1874), géologue ;
- Christian, marquis de Villeneuve-Esclapon (1852-1931), député de la Corse[6]. Il épouse Jeanne Bonaparte (1861-1910), marquise de Villeneuve-Esclapon par son mariage ;
- Augustin de Villeneuve-Bargemont (1909-1989), sénateur de la Somme.

### Galerie de portraits

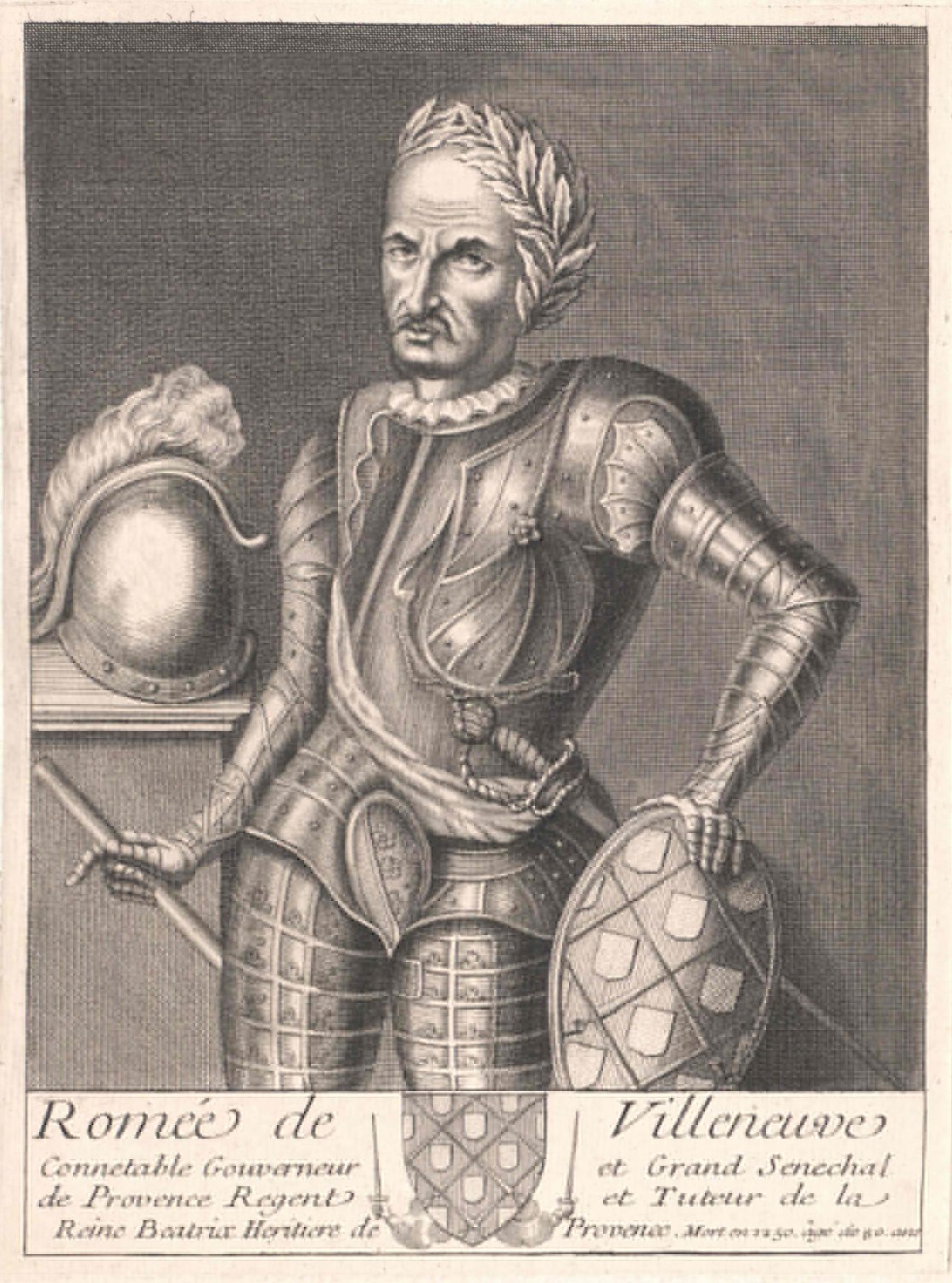
Romée de Villeneuve (1170-1250)
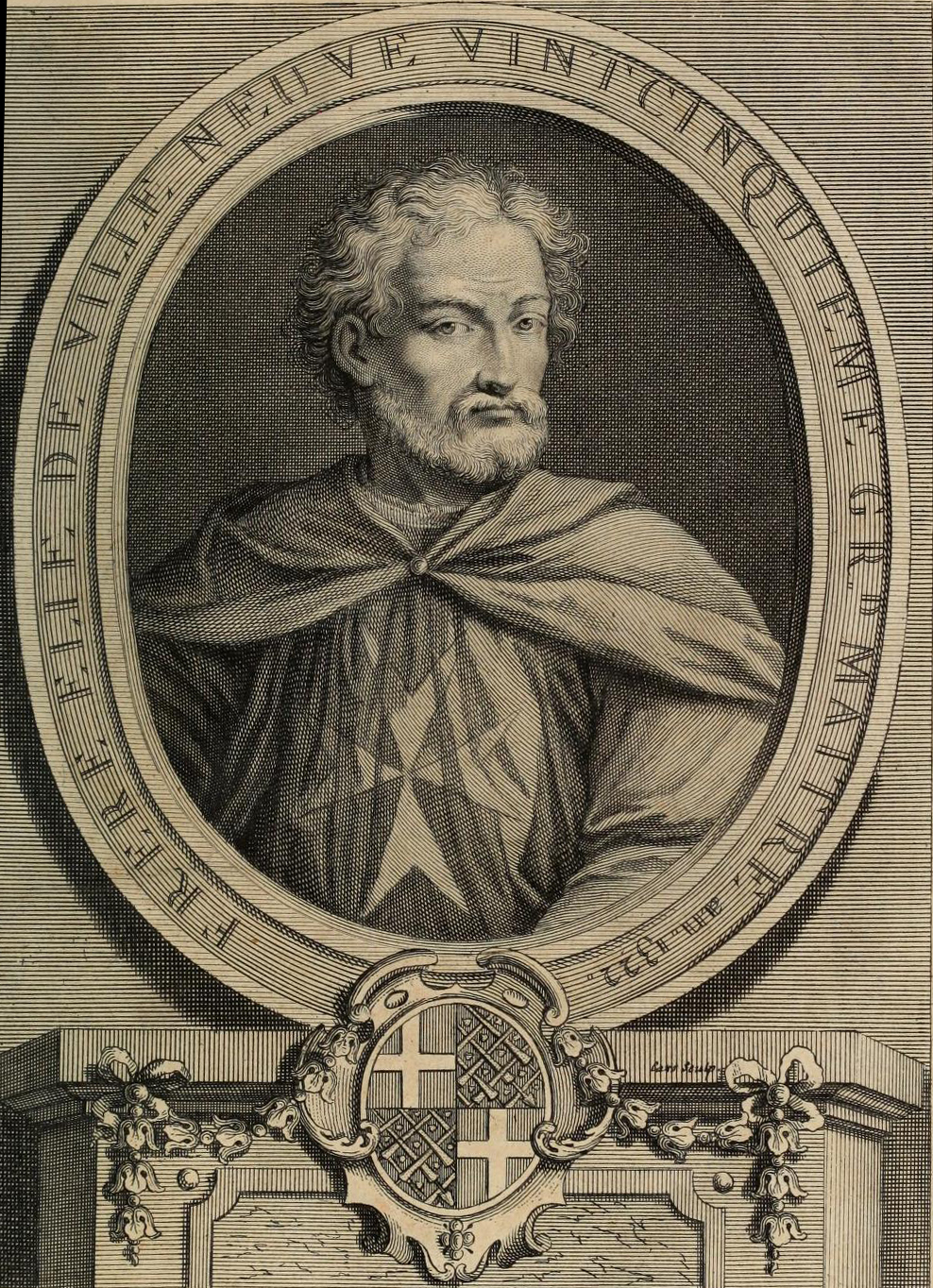
Hélion de Villeneuve (1270-1346)
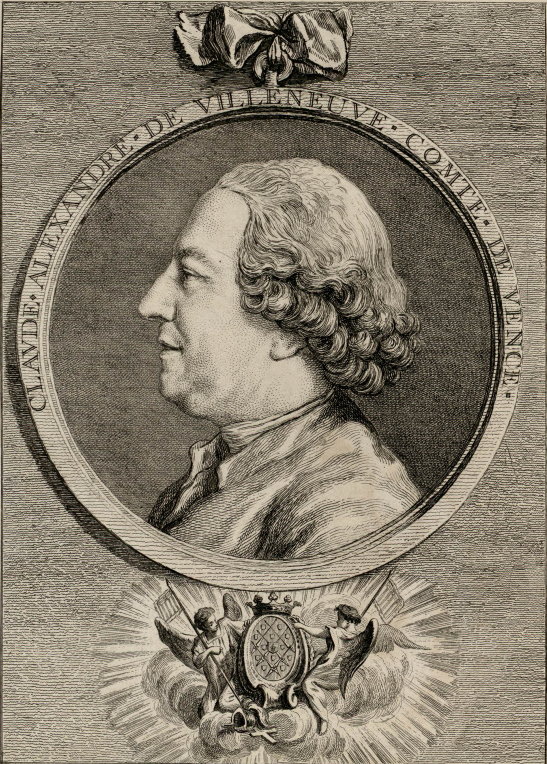
Claude-Alexandre de Villeneuve, comte de Vence (1702-1760)
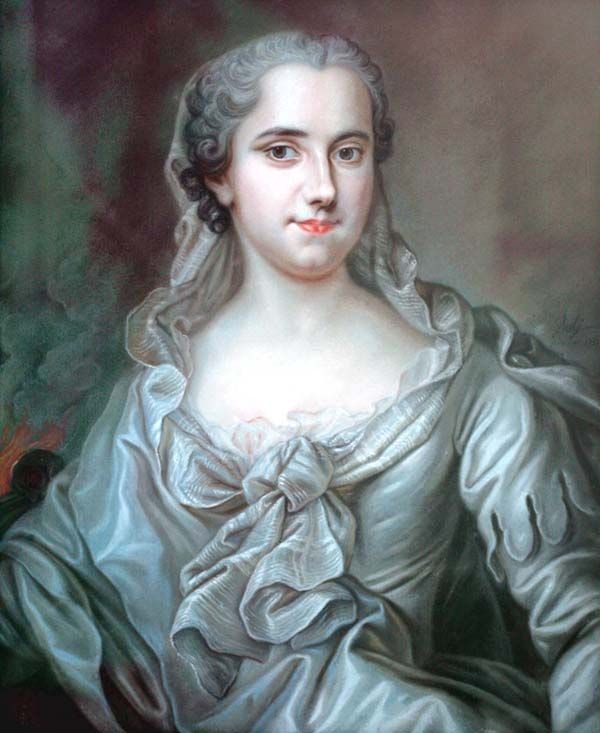
Angélique-Louise de La Rochefoucauld (1733-1794), vicomtesse de Vence en Vestale (1751), épouse de Romée de Villeneuve-Vence, marquis de Vence (1727-1776)
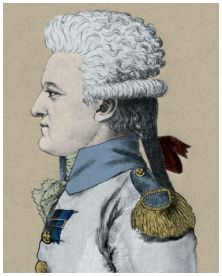
Pierre Charles Silvestre de Villeneuve (1763-1806)
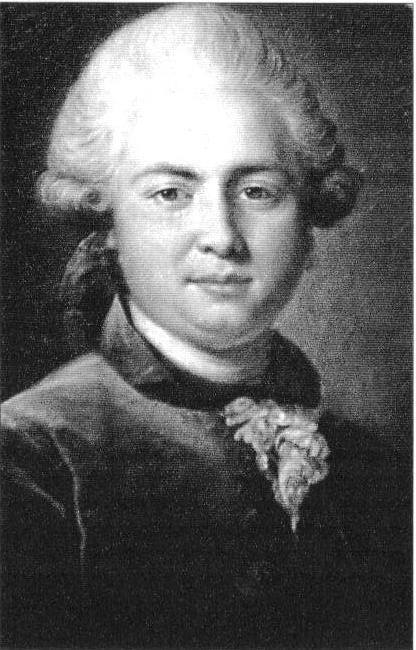
Joseph de Villeneuve-Bargemon (1745-1808)
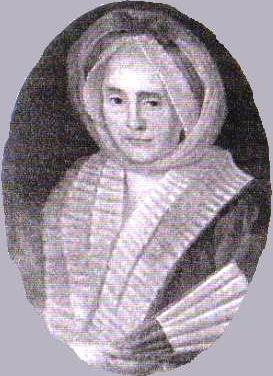
Anne de Villeneuve-Bargemon (1755-1811), comtesse de Lassigny
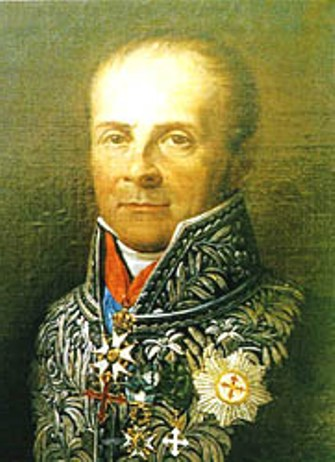
Christophe de Villeneuve-Bargemon (1771-1829)
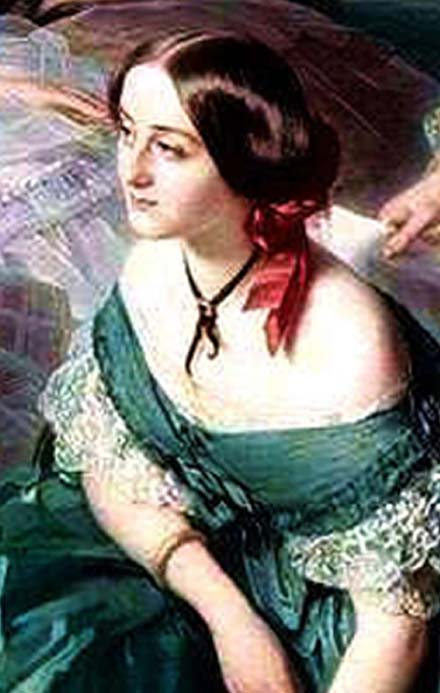
Adrienne de Villeneuve-Bargemon (1826-1870), comtesse de Montebello, dame de compagnie de l'impératrice Eugénie
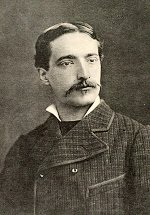
Christian, marquis de Villeneuve-Escaplon (1852-1931)
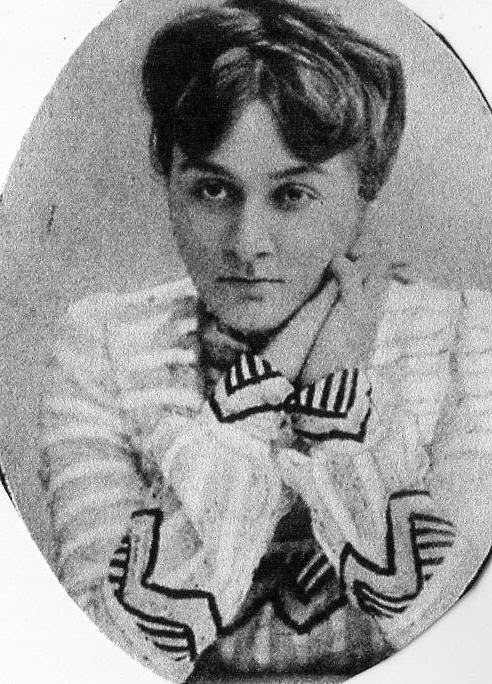
La princesse Jeanne de Villeneuve, née Bonaparte (1861-1910), marquise de Villeneuve-Esclapon
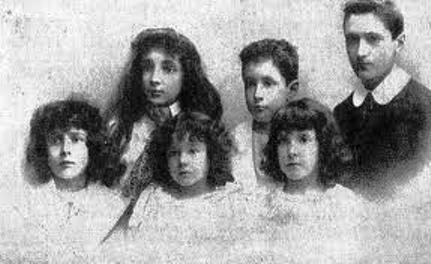
Les enfants de Jeanne Bonaparte et Christian de Villeneuve-Esclapon

## Alliances
Les principales alliances de la famille de Villeneuve sont : d'Albert de Luynes (1616), d'Andigné (1831), d'Agoult (1360, 1553, 1583, 1587, 1658, 1711), d'Anselme (1893), d'Armand de Châteauvieux, Balsan (1896), Bonaparte (1882), de Barras (1634), de Blacas (1296, 1320, 1321, 1634, 1640), de Bonne (1656), de Bouliers (1498), de Bourgoing (1925), de Brancas (1453, 1471, 1554, 1668), de Castellane (1250, 1322, 1347, 1373, 1441, 1460, 1485, 1471, 1494, 1537, 1581, 1592, 1620, 1624, 1670), de Choiseul Praslin (1910), de Colbert (1879), des Courtils de Merlemont (1924), David Weill (1978), de Demandolx (1571, 1581, 1607, 1638, 1676, 1694, 1771), Feltre d'Urbino, de Foix (1507, 1533), de Forbin (1476, 1493, 1521, 1595, 1788), de la Forest Divonne, de Genas (1579), de Glandevès (1417, 1413, 1590, 1613, 1621, 1650, 1605, 1656), de Grasse (1518, 1528, 1565, 1572, 1582, 1594, 1599, 1607, 1617, 1632, 1640, 1644, 1756), Grimaldi (1497, 1501, 1560, 1561, 1623 1672, 1700), d'Harcourt (1801, 1947), de La Myre (1857), Lannes de Montebello (1919, 1946), de La Rochefoucauld (1751), Lascaris (1503, 1520, 1526, 1542, 1587, 1643), Liogier de Sereys (2025), de Lyle-Taulanne (1834) de Maigret (1918), de Maistre (1874, 1911), de Menou (1772), de Montauban, de Montault (1977), de Montlaur, de Montolieu (1706), Munoz (1952), d'Oraison (1529), Poirier de Clisson (1983) de Pontevès (1348, 1406, 1553, 1568, 1409, 1390, 1569, 1563, 1572, 1615,1623), de Rohan Chabot (1860), de Sabran (1295, 1300, 1370, 1495, 1603), de Sabran Pontevès (1939), de Sedouy (1996), de Simiane (1484), Schneider (1935), de Suffren, de Thomassin-Peynier, de Vintimille (1596), de Yturbe (1904), 

## Titres
Les titres de la famille de Villeneuve sont, :
- Baron des Arcs, puis Marquis de Arcs, donné par Alphonse II à Gérald de Villeneuve en 1201, élevé en marquisat en 1612, sorti de la famille en 1672 ;
- Baron de Vence, puis Marquis de Vence, donné par Raimond-Béranger V à Romée de Villeneuve en 1230, confirmé en 1783, élevé en Marquisat-Pairie en 1818, éteint en 1834 ;
- Baron de Barrême, cédé par la reine Jeanne à Arnaud de Villeneuve en 1356, sorti de la famille en 1748 ;
- Baron de Trans, puis Marquis de Trans, élevé en marquisat par Louis XII en 1505, en faisant le premier marquisat de France, subsistant ;
- Baron de Flayosc, puis Marquis de Flayosc, donné par la Reine Marie à Hélion et Antoine de Villeneuve en 1392, élevé en marquisat en 1678, subsistant ;
- Baron de Vauclause, apporté par mariage en 1380 à Pons de Villeneuve ;
- Baron de Châteaurenard, baronnie achetée en 1616 et vendue en 1630 ;
- Comte de Tourrettes, seigneurie apportée par mariage à Raimond de Villeneuve en 1215, élevée en Comté par Louis XIV en 1657, éteint en 1830 ;
- Marquis de la Garde-Adhémar, acquis par mariage en 1723, vendu en 1817 ;
- Baron de Villeneuve Bargemont, titre du premier empire, éteint en 1829.

Auxquels on peut ajouter :
- Marquis de La Gaude ;
- Baron de Malvans, du Castelet, de Saint Jeannet et de Cagnes ;
- Seigneur de Castillon, d'Esclans, de Gréolières, de Saint-Cézaire, de La Motte, d'Allons, de Valbourgès, de Gréolières Basse, de Tartonne, de Thorenc, de Mons, d'Espinouse, de Seranon, de Saint-Auban, de Bourrigaille, d'Ampus, d'Esclapon, de Seillans, de Coursegoules, de Vidauban, de Puimichel et de Tourtour.

## Armoiries
| Image | Armoiries de la Maison de Villeneuve |
| ----- | --- |
|       | Armes « antiques » De gueules plain. |
|       | Postérieurement : De gueules, à six lances de tournoi d'or formant un fretté, les claires-voies contenant chacune un écusson du mesme. SupportsDeux sirènes ; |
|       | Armes de Hélion de Villeneuve (vers 1270-1346), grand maître de l'ordre de Saint-Jean de Jérusalem ; Écartelé de la Religion et de Villeneuve. |
|       | Après concession de Louis XII De gueules, fretté de six lances d'or, les claires-voies semées d'écussons du mesme, à un écusson d'azur, brochant en cœur et chargé d'une fleur-de-lis d'or. SupportsDeux anges en dalmatique, celui de dextre aux armes d'Aragon, celui de senestre aux armes de Villeneuve (sans le lis), tenant chacun une lance ornée d'un penon d'or à trois pals de gueules, au chef d'argent chargé d'une croix de Jérusalem d'or. CouronneDe duc ou de marquis. Devise« Per haec regnum et imperium,. » CriA TOUT ! |
|       | Pierre-Paul-Ours-Hélion de Villeneuve (1759-1819), marquis de Vence Maréchal de camp, pair de France, (17 août 1815), marquis-pair héréditaire (31 août 1817, lettres patentes du 26 décembre 1818), chevalier de la Légion d'honneur. |
|       | Clément Louis Hélion de Villeneuve-Vence (1783-1834), fils du précédent, dernier de son nom, colonel du 4e régiment de chasseurs à cheval (1813), baron de Villeneuve-Vence et de l'Empire (décret du 15 août 1809, lettres patentes signées à Paris le 31 décembre 1809), Légionnaire, Ecartelé ; au premier et quatrième d'or à quatre pals de gueules ; au deuxième et troisième d'azur au château ouvert crénelé de cinq pièces, donjonné d'une tour crénelée de trois pièces, le tout d'argent, maçonné de sable ; sur le tout de gueules, freté de six lances d'or, semé d'écussons du même ; franc-quartier des barons tirés de l'armée. - Livrées : les couleurs de l'écu. Le mêmeMarquis de Vence, pair de France à titre héréditaire (1819), colonel des hussards de la Garde (6 septembre 1815), maréchal de camp (13 avril 1817), officier (vers 1817), puis commandeur (18 mai 1820), puis grand officier de la Légion d'honneur (1825), chevalier de Saint-Louis (13 août 1814) et de l'ordre des Saints-Maurice-et-Lazare (1824), |
|       | Jeanne Bonaparte (25 septembre 1861 - abbaye d'Orval (Villers-devant-Orval) ✝ 25 juillet 1910 - Paris), « princesse Bonaparte » puis, par son mariage, marquise de Villeneuve-Esclapon. - D'après un crochet de châtelaine armorié, conservé au Château de Malmaison : Accolé de Villeneuve et de Napoléon. |

Aujourd'hui,
| Image | Armoiries |
| ----- | --- |
|       | des communes françaises portent les « armes pleines » de la maison de Villeneuve : Barrême (Alpes-de-Haute-Provence)De gueules fretté de six lances d'or, entresemé de petits écussons du même, et sur le tout un écusson d'azur chargé d'une fleur de lys d'or. Trans-en-Provence (Var)De gueules fretté de six lances d’or, entresemé d’écussons du même, sur le tout d’azur à la fleur de lys aussi d’or. |
|       | D'autre part, le blason de : Vidauban (Var)De gueules à deux lances de tournoi passées en sautoir, cantonnées de quatre fleurs de lys, le tout d'or. ; n'est pas sans rappeler celui de la maison de Villeneuve. |